# Винниченко Андрій Юхимович
Андрій Винниченко (1 вересня 1881, с. Варварівка Павлоградського повіту Катеринославської губернії, нині Юр’ївського району Дніпропетровської області — 3 квітня 1968, Дніпропетровськ, Україна) — український педагог у Дніпрі, активіст Катеринославської «Просвіти» у 1909, а потім з 23 лютого 1914. Жертва російського окупаційного терору.

## Життєпис

Директор школи Андрій Винниченко зі школярами. 1939

Його батько був заможний селянин. Коли він помер, Винниченко з матір’ю переїхав до Катеринослава. За спогадами онука Юрія, Винниченко працював при Преображенському соборі. Починав садівником, а потім став педагогом. Педагогічну діяльність розпочав 1900. Працював учителем церковно-парафіяльної школи при архиєрейському домі (у календарі-щорічнику «Приднепровье» на 1912 рік його прізвище помилково надруковано як «Витченко», с. 266). Був нагороджений срібною медаллю з написом «За усердіе» для носіння на грудях («Русская правда», 7 червня 1911). Одружився з Марією (до шлюбу — Волкова), родом з Олександрії. У 1914 дружина народила сина Володимира і померла через десять днів. 
Дружиною у другому шлюбі була Марія Юхимівна.
Винниченко жив у місті, але любив садівництво, придбав декілька гектарів під малинники на селищі К. Маркса (при станції Іг-рень). Разом з іншим педагогом і родичем Іваном Соколом жили по сусідству на вул. Шевченка в тому ж селищі (нині вул. Дитинства). У 1933 Винниченко придбав будинок по нинішній вул. Командира Юніна.

Андрій Винниченко з сином (ліворуч) і односельцем Іваном Кальченком. Травень 1929 р.

Від 1 вересня 1919 став працювати вчителем перших-четвертих класів початкової школи на станції Ігрень (згодом називалася 45 початковою школою Сталінської залізниці). З 1927 був пенсіонером і одержував пенсію за вислугою років, але продовжував учителювати. Звільнений з цієї посади 16 серпня 1941 внаслідок евакуації школи. У 1941 — 43 — директор Ігренської середньої школи.

## Арешт і заслання
Заарештований 11 листопада 1943, одразу після приходу окупаційних більшовицьких військ. Як свідчить офіційна відповідь з управління СБУ по Дніпропетровській області від 30 листопада 2000 на запит упорядника, першим пунктом звинувачення фігурує те, що під час окупації він був членом «Просвіти». Наводимо повністю офіційну відповідь:

«Згідно з Вашим запитом повідомляємо, що ВИННИЧЕНКО Андрій Юхимович, 1881 року народження, уродженець села Варварівка Близнюківського району Харківської області, за національністю українець, громадянин СРСР, освіта середня, безпартійний, працював директором початкової школи, мешкав за адресою: Дніпропетровська область, с. К. Маркса, вул. Лєрмонтова, буд. 31, був заарештований 11 листопада 1943 року, а Постановою Особливої наради при НКВС СРСР від 13 травня 1944 року Винниченко А. Ю. був звинувачений у тому, що під час німецької окупації був членом націоналістичної організації «Просвіта» та, працюючи директором школи, забороняв учителям і учням розмовляти російською мовою, звільняв з роботи вчительок, чоловіки яких служили в Радянській Армії, розповсюджував та пропагував фашистську літературу антирадянського змісту, тобто в учиненні ним злочинів, передбачених ст.ст. 54-3, 54-10 ч.2 та 54-11 КК УРСР і засуджений до позбавлення волі у виправно-трудових таборах терміном на 10 (десять) років.
Постановою Президії Дніпропетровського обласного суду від 13 травня 1993 року Винниченко Андрій Юхимович визнаний обґрунтовано засудженим по даній кримінальній справі, та не підпадаючим під дію cm. 1 Закону Україна «Про реабілітацію жертв політичних репресій на Україні» від 17 квітня 1991 року. Підстава: матеріали архівної кримінальної справи відносно Деймонда М.А».

Покарання відбував в Озерному виправно-трудовому таборі. Звільнений з ув’язнення 10 березня 1954, повернувся у селище К.Маркса (згодом сел. Ігрень, нині у складі Дніпропетровська). Звернувся з клопотанням про відновлення пенсії. Мав 73 роки, був повним інвалідом. Дніпропетровська райрада рішенням від 7 травня 1954 відмовила йому у відновленні виплати пенсії, хоча він отримував її до війни і мав лише довоєнного стажу понад 40 років. Лише через півтора року виплату пенсії відновили. На сьогодні Винниченко залишається нереабілітованим.

Лист А. Ю. Винниченка завідувачу райзабезу Дніпропетровського району Дніпропетровської області. 1954 р.

## Спогади сучасників
Чудові спогади про Винниченка зберегла одна з його учениць лікар Ніна Старюк, 1921 р. н.: 

«Андрій Юхимович у моїх спогадах залишився на все життя як найулюбленіший вчитель. Жив він через вулицю від нас і мені часто випадало щастя спілкуватися з ним. Це було наприкінці 1920 — на початку 1930-х. Андрій Юхимович був середнього зросту, міцної статури, темноволосий, з великими українськими вусами. Мав невелике подвір’я, завше чисто виметене, гарні дерева у невеликому садку, чисто побілену хату. Якось мій тато сказав: «Який порядок у Андрія Юхимовича. Видно, що гарний господар».
Андрій Юхимович ніколи не йшов сам у школу або зі школи, бо завжди навколо нього юрмилися дітлахи, які засипали його запитаннями. Його лагідні очі, спокійні й зацікавлені, як магніт, притягували дітей до себе. Він усіх розумів, мав підхід до кожного, відповідав на запитання, щось цікаве розповідав і розмовляв лише рідною українською мовою.
Пам’ятаю, як одного спекотного дня ми з дівчатками побігли купатися на Самару. Прибігаємо, а там вода наче кипить, придивилися, а то в’юни заполонили весь берег річки. То ми по-хазяйськи познімали з себе сарафанчики, позав’язували з одного боку і понагрібали туди руками в’юнів. Веселі поверталися додому з рибою (у кожного тоді було сутужно з харчами). Наступного ж дня ми розповіли Андрію Юхимовичу про цю подію. Він сказав: «Молодці, добре придумали» і розповів нам ще про сомів, які живуть біля залізничного мосту, та щук на третій Самарі (тоді було три рукави Самари, які роз’єднувалися островами). Дуже дотепно він вмів розповідати.
Андрія Юхимовича дуже поважали й діти, й дорослі. Мій тато, приміром, при зустрічі вів з ним статечні розмови. Вже потім, дорослою, я дізналася, що в них була розмова про спільні просвітянські справи. Мій тато Антон Кудель працював на залізниці і був учасником драматичних постановок.
Пройшли роки, ми переїхали в інше місце, стали доросліші. Скоро почалися страшні репресії, потім війна. Ми опинилися на Північному Кавказі, а у 1956 повернулися на Ігрень. Одного разу зустрічаю Андрія Юхимовича біля місцевого базару. Зустрілися як рідні. Він розпитував про спільних знайомих. У руках у нього були садові ножиці і ще якесь приладдя. «Оце йду переприщеплювати людям дерева, — каже. — Підробляю потроху». Виявилося, він відсидів у таборах і сам не знав, за що. Мабуть, за те, що любив життя, дітей, людей, рідну мову. А ми їх пам’ятаємо. Царство їм небесне. Якщо на землі було пекло для гарних людей, просвітян».

## Нащадки
Син Винниченка — Володимир (1914 — 1987) під час війни працював начальником цеху на авіаційному заводі, потім — в «Укрпі-вденгеології». Онук Володимир захистив кандидатську дисертацію в Московському гірничому інституті. Онук Юрій — випускник Дніпропетровського гірничого інституту, п’ятиразовий чемпіон України в 1970-х з радіозв’язку, майстер спорту.